# Ormesby St. Margaret with Scratby
Ormesby St. Margaret with Scratby es una parroquia civil del distrito de Great Yarmouth, en el condado de Norfolk (Inglaterra). En ella están ubicados los pueblos de Ormesby St. Margaret, Scratby y California.

## Demografía
Según el censo de 2001, Ormesby St. Margaret with Scratby tenía 4021 habitantes (1978 varones y 2043 mujeres). 744 de ellos (18,5%) eran menores de 16 años, 2910 (72,37%) tenían entre 16 y 74, y 367 (9,13%) eran mayores de 74. La media de edad era de 42,69 años. De los 3277 habitantes de 16 o más años, 651 (19,86%) estaban solteros, 2069 (63,14%) casados, y 41 (17%) divorciados o viudos. 1814 habitantes eran económicamente activos, 1719 de ellos (94,76%) empleados y 95 (5,24%) desempleados. Había 30 hogares sin ocupar, 1680 con residentes y 58 eran alojamientos vacacionales o segundas residencias.
| 1126                        | 1202 | 1138 | 1232 | 1158 | 1155 | - | 1500 | 1357 |
| (Fuente: Vision of Britain) |      |      |      |      |      |   |      |      |